# Aspagur I d'Ibèria
Aspagur I d'Ibèria (en georgià: ასფაგურ I, llatinitzat en Aspacures) fou el darrer rei d'Ibèria de la dinastia arsàcida; va regnar del 265 al 284.
Segons la Crònica georgiana, que no li dona més que tres anys de regnat, Aspagur o Asphagour fou el 23è rei d'Ibèria. Hauria fundat o restaurat la fortalesa d'Ujarma. És conegut sobretot per haver resistir l'expansió persa al Caucas, combatent a un rei persa que la crònica georgiana anomena Khosrov (Sapor I) al costat d'un rei d'Armènia homònim anomenat Cosaro (Khosrov)
Es creu que Aspagur va participar en els combats que, sota els regnes dels emperadors romans Probe i Car, van permetre el restabliment al tron a l'Armènia occidental de Tiridates I d'Armènia com a rei client de Roma vers el 283. Derrotat per les forces perses, Aspagur s'hauria retirat a Ossètia en l'esperança d'aixecar tropes per seguir la lluita, però va morir ràpidament sense deixar cap fill mascle, únicament una filla molt jove de nom Abexura. Els eristavis del regne es van reunir a l'entorn del spaspet Masijan a la ciutat de Mtskheta, i després d'una deliberació van proposar proclamar reina a Abexura i casar-la amb un fill del rei persa Khosrov. El rei persa aleshores devia ser Bahram II (276-293), el qual es diu que va quedar impressionat per la noblesa dels ancestres de la princesa, que formaven tres dinasties diferents que havien governat Ibèria, i conscient de la posició estratègica d'Ibèria a les portes del Caucas, va acceptar la petició que li fou feta en aquest sentit, i va designar com a marit de la princesa a un fill de 7 anys de nom Mirian que havia tingut amb una esclava. Tota la història, no obstant, és força dubtosa i molts historiadors consideren que fou proclamat un noble local però que se li va donar un origen persa, quan els sassànides havien agafat el poder feia uns anys, per donar més prestigi a la dinastia.